# Europejskie Igrzyska Halowe w Lekkoatletyce 1969 – bieg na 3000 m mężczyzn
Bieg na 3000 metrów mężczyzn – jedna z konkurencji biegowych rozgrywanych podczas lekkoatletycznych europejskich igrzysk halowych w hali Palac Lodowy w Belgradzie. Rozegrano od razu bieg finałowy 9 marca 1969. Zwyciężył reprezentant Wielkiej Brytanii Ian Stewart. Tytułu z poprzednich igrzysk nie bronił Wiktor Kudinski ze Związku Radzieckiego.

## Rezultaty

### Finał
Rozegrano od razu bieg finałowy, w którym wzięło udział 11 biegaczy.

Opracowano na podstawie materiału źródłowego.
| Miejsce | Zawodnik          | Czas   |
| ------- | ----------------- | ------ |
| 1       | Ian Stewart       | 7:55,4 |
| 2       | Javier Álvarez    | 7:56,2 |
| 3       | Werner Girke      | 7:56,8 |
| 4       | Lajos Mecser      | 8:01,0 |
| 5       | Pavel Pěnkava     | 8:03,2 |
| 6       | Dane Korica       | 8:04,4 |
| 7       | Umberto Risi      | 8:04,4 |
| 8       | Stanisław Podzoba | 8:09,6 |
| 9       | José María Morera | 8:10,6 |
| 10      | Rolf Hesselvall   | 8:11,8 |
| 11      | Nedo Farčić       | 8:12,2 |